# Josef Zítek

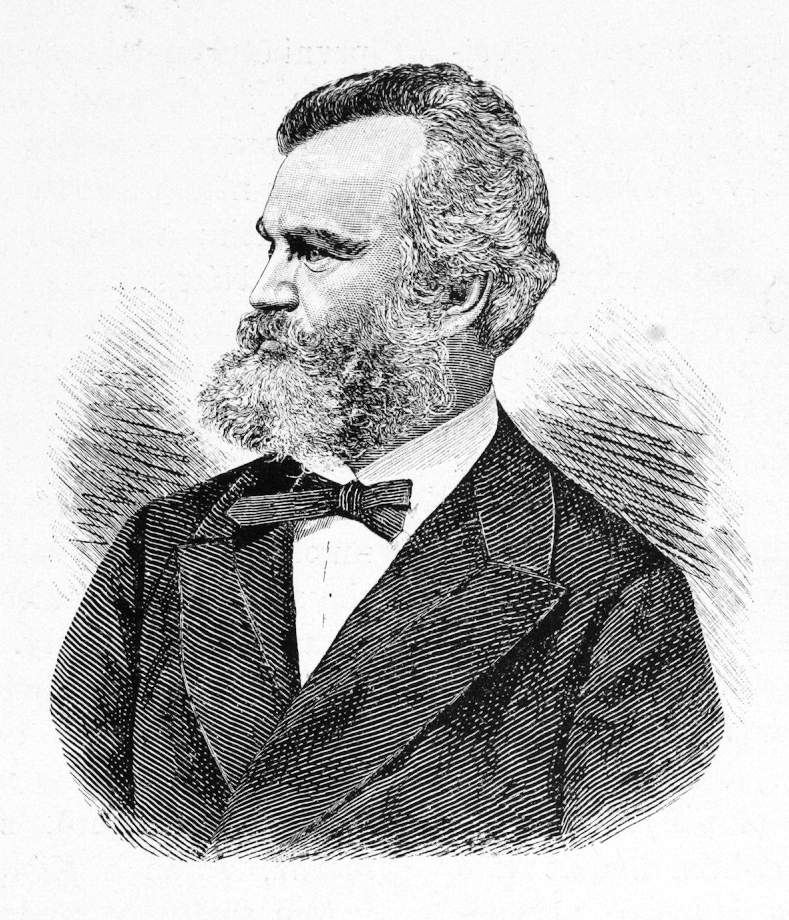
Josef von Zítek

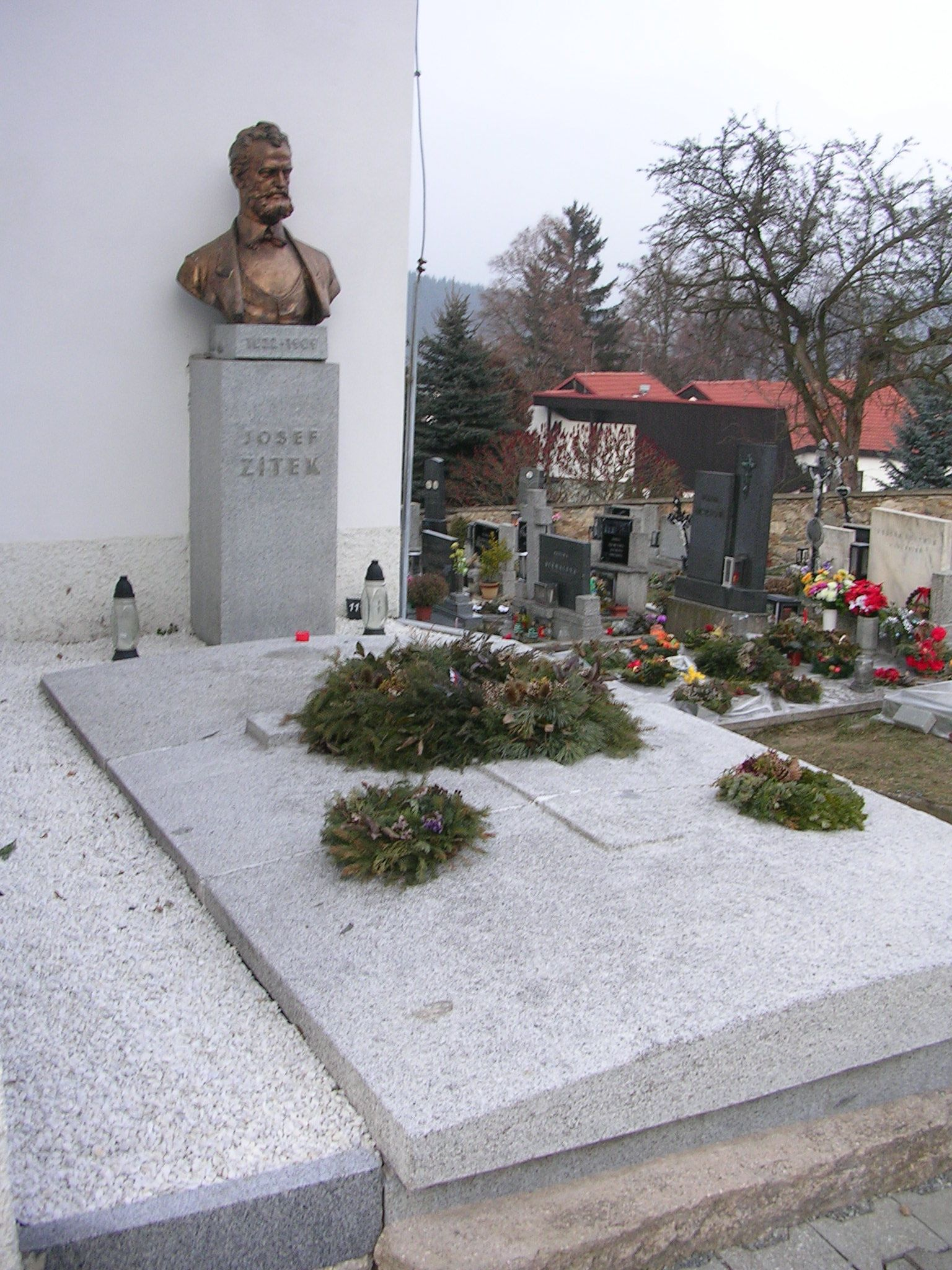
Zíteks Grab

Josef Zítek, auch Josef von Zitek oder Joseph Zitek (* 4. April 1832 in Karolinenthal; † 2. August 1909 in Prag), war ein tschechischer Architekt.

## Leben
Zítek studierte am Polytechnikum in Prag und Wien sowie an der Prager Akademie. Er war Vertreter der Wiener Neuen Renaissance und der späten norditalienischen Renaissance, wobei böhmischer Einfluss immer sichtbar war. Zítek war später Professor am Polytechnikum in Prag und Mitglied der Wiener Akademie. Unter seinen Schülern war u. a. Josef Fanta und Alfred Bayer.
Nach dem Brand des Nationaltheaters zog sich Zítek 1881 nach Lčovice zurück. Im selben Jahre heiratete er Berta Lippert, die Tochter der Schlossbesitzerin Marie Leopoldina Lippert, von der er 1883 das Schloss und Gut Lčovice mit Zálezly kaufte. Vom österreichischen Kaiser Franz Joseph I. wurde Zítek als Baron in den Adelsstand erhoben. Nach seinem Tode gehörte das Schloss Lčovice bis 1929 den Söhnen Rudolf, einem promovierten Juristen mit eigener Anwaltskanzlei und Berthold, einem Absolventen der Wirtschaftsakademie, welcher nach Südamerika auswanderte. Ziteks Grab befindet sich auf dem Friedhof in Malenice.

## Bauten
- 1862: Restaurierung des Schlosses Bečov
- 1863–1868: Großherzogliches Museum für Kunst und Kunstgewerbe in Weimar.
- 1865–1881: Nationaltheater in Prag, welches nach dem Brand von Josef Schulz wieder aufgebaut wurde.
- 1871–1874: Mühlenkolonnade in Karlsbad.
- 1876–1881: Rudolfinum in Prag (zusammen mit Josef Schulz).
- 1882: Schule in Zálezly
- ab 1883: Umbau des Schlosses in Lčovice

### Bilder

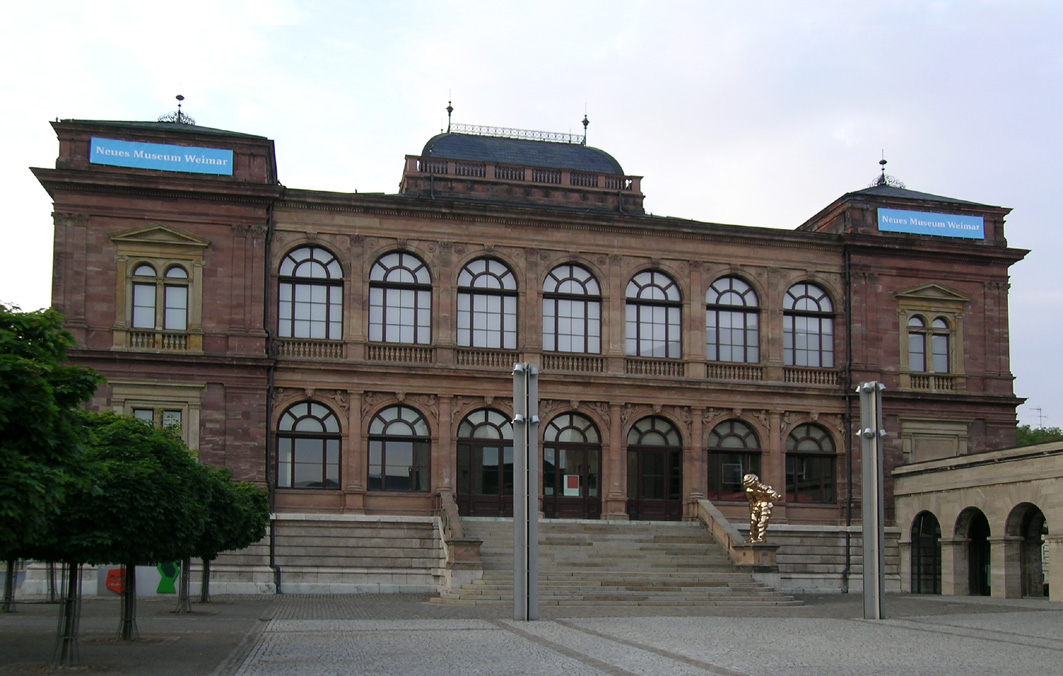
Neues Museum Weimar
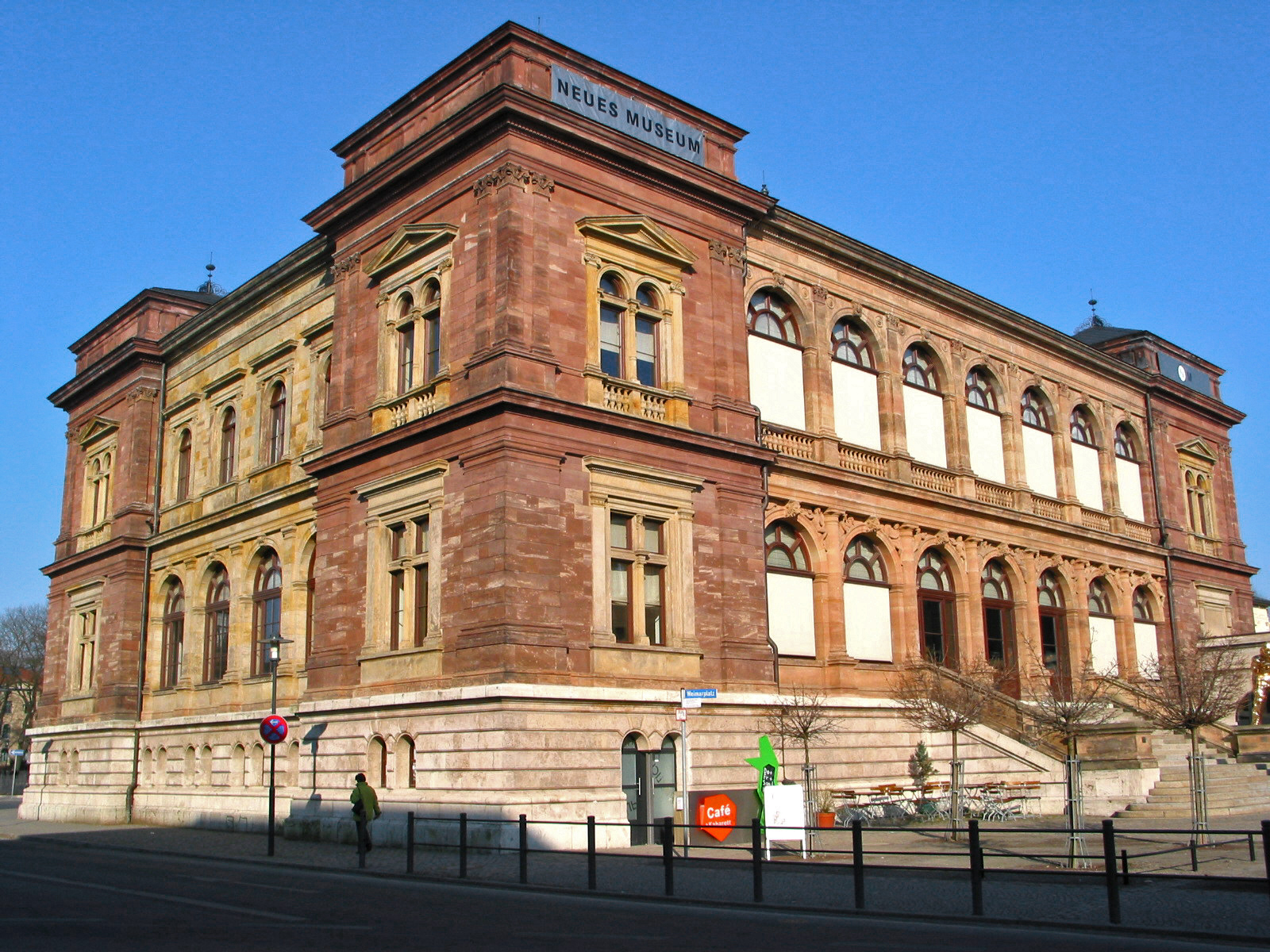
Neues Museum Weimar
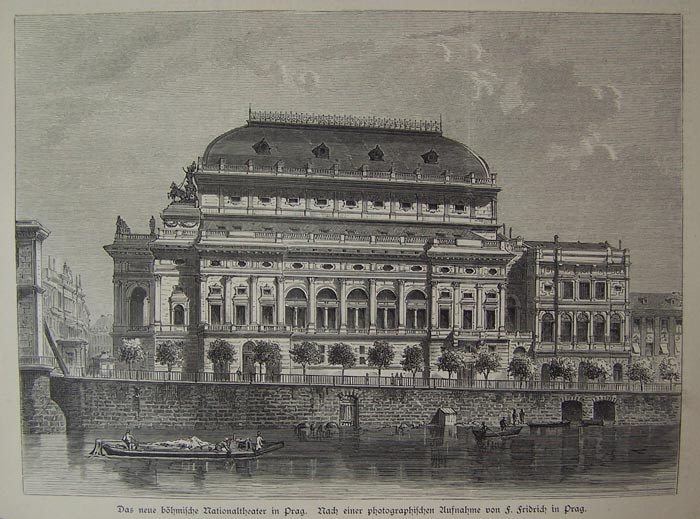
Nationaltheater Ansicht von 1881 (Holzschnitt)
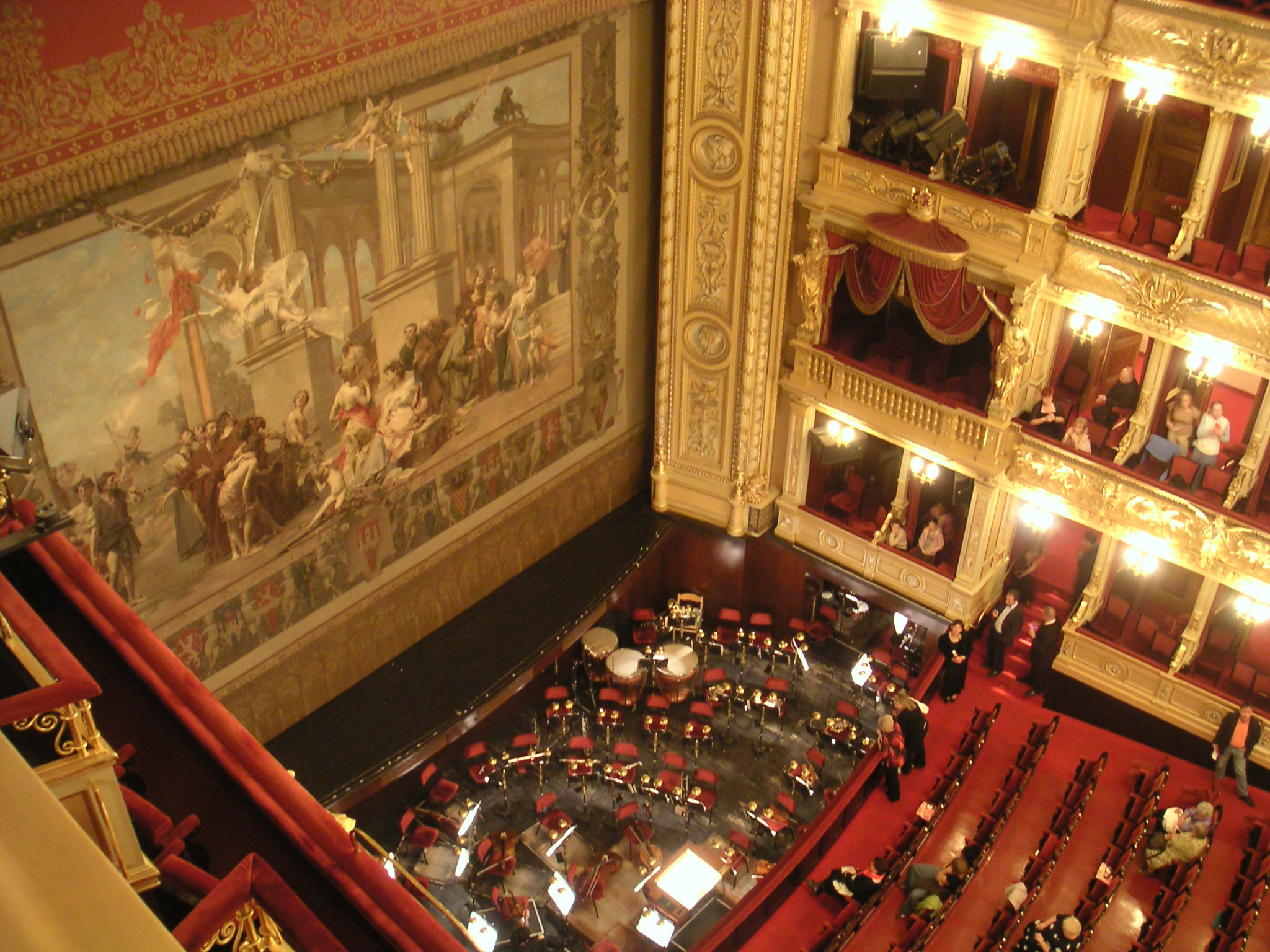
Nationaltheater Bühne
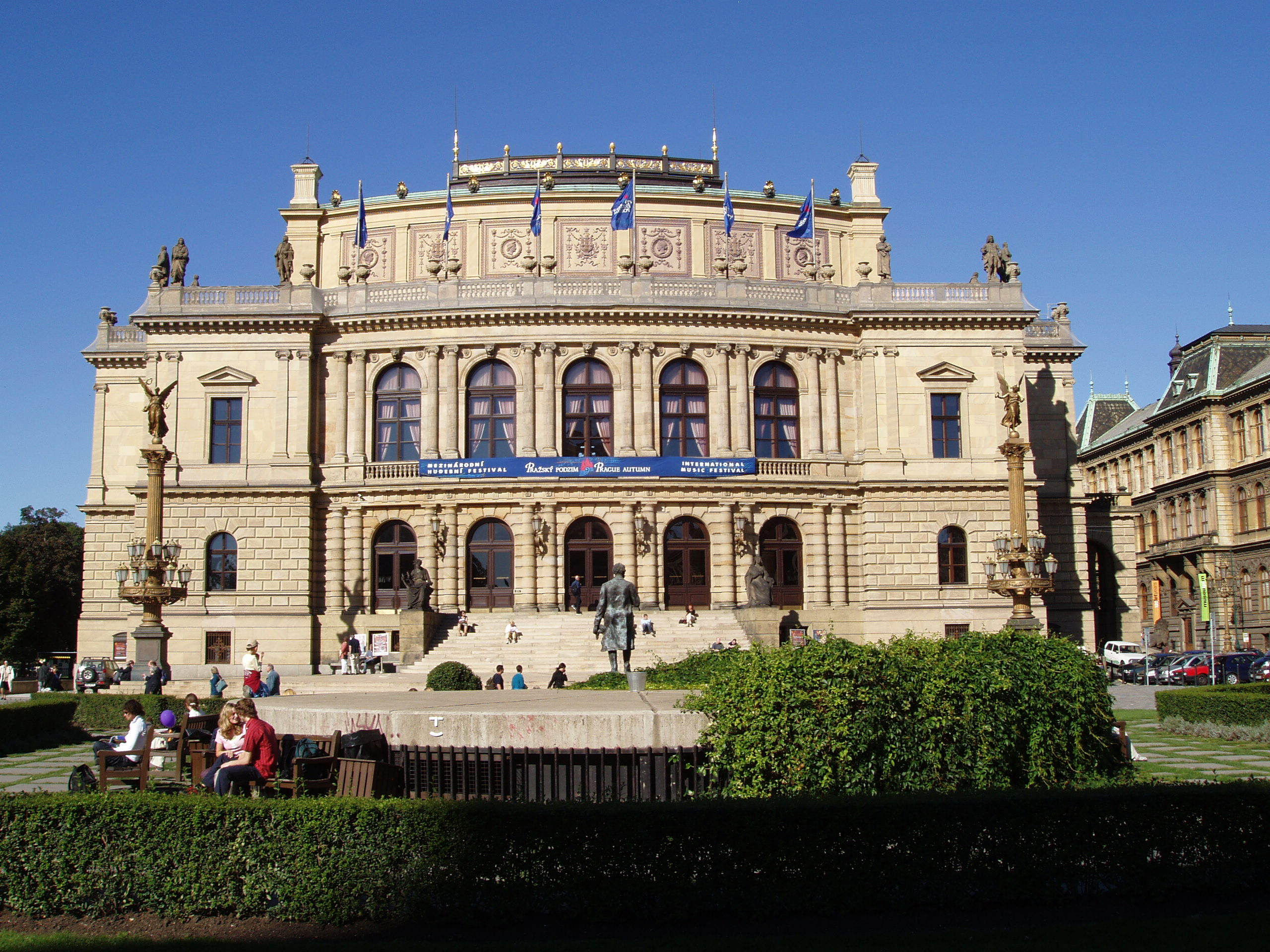
Rudolfinum in Prag
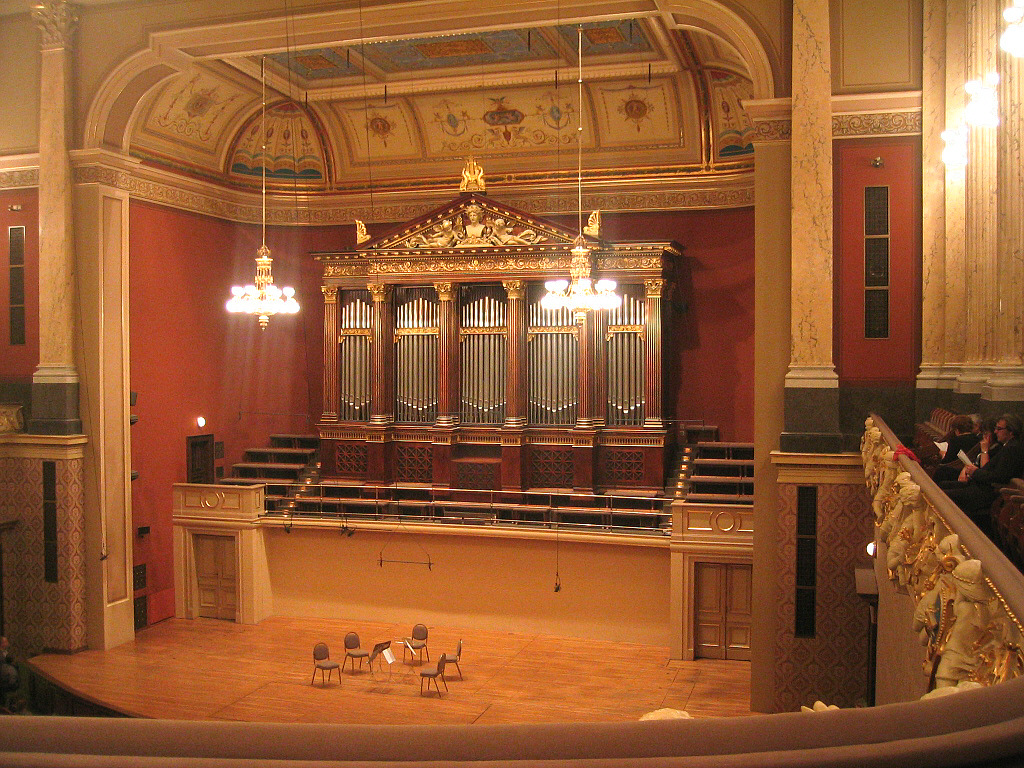
Dvořák-Saal im Rudolfinum
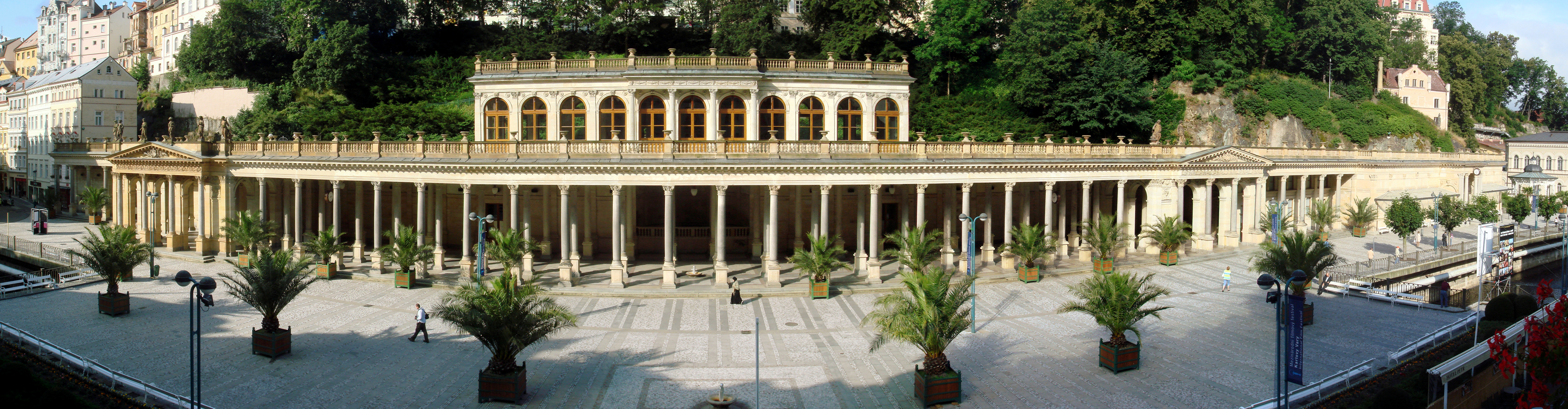
Mühlenkolonnade in Karlsbad
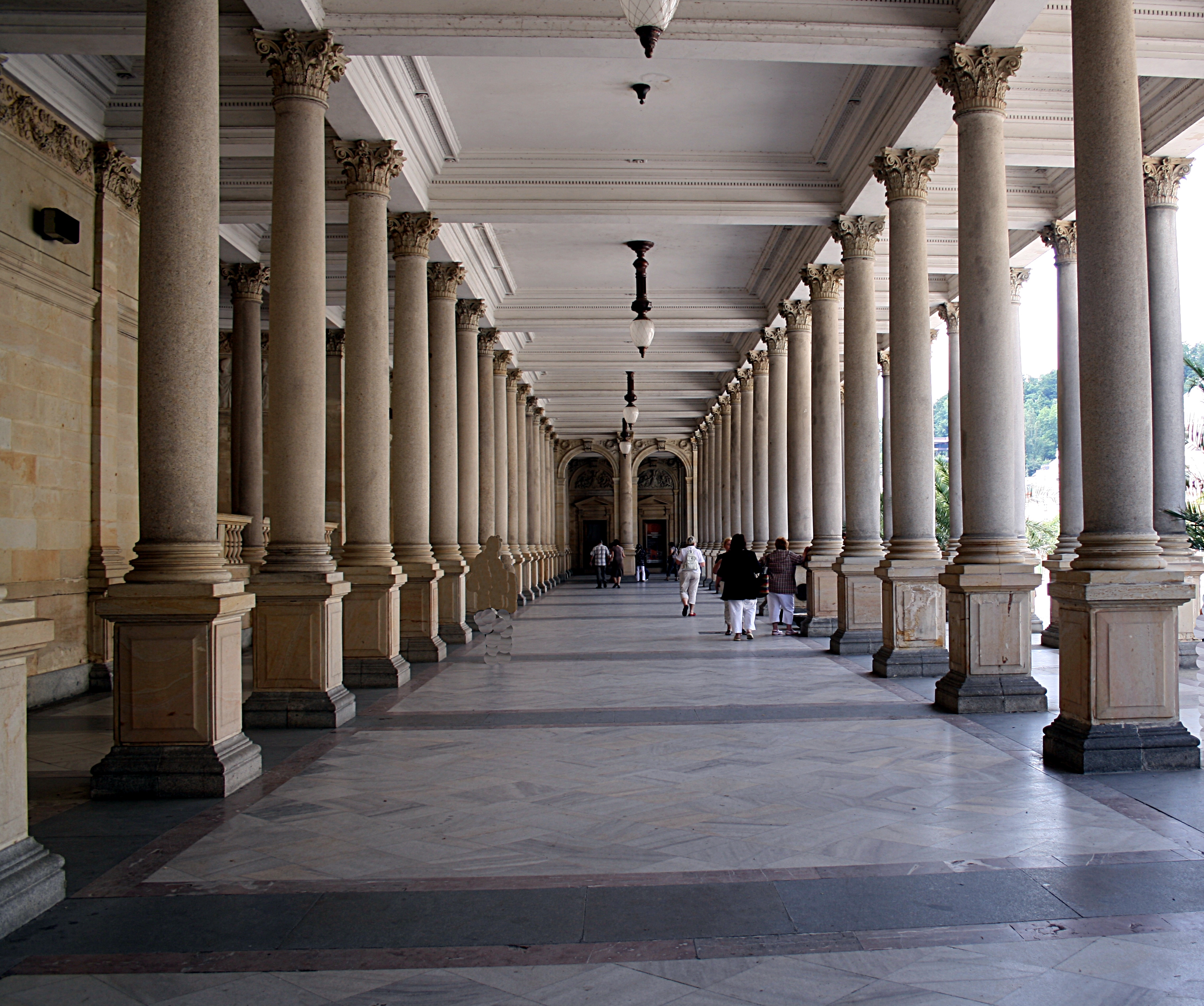
Mühlenkolonnade in Karlsbad